# Bendt Rothe
Bendt Vincentz Christian Rothe, född 9 maj 1921 i Köpenhamn, död 31 december 1989 i Danmark, var en dansk skådespelare, regissör, advokat och författare. 
Rothe är bland annat känd för sin medverkan i den danska tv-serien Matador, där han spelade baron von Rydtger.

## Filmografi i urval
- 1944 – Det straffas man för
- 1946 – Svar till obemärkt
- 1953 – Kärlekskarusell
- 1954 – Karen, Maren og Mette
- 1961 – Lilla grevinnan
- 1964 – Don Olsen kommer til byen
- 1964 – Gertrud
- 1964 – Operation Knäck och Bräck eller Vår man Tuffa Arne
- 1966 – Snuten som rensade upp
- 1967 – Jeg er sgu min egen
- 1968 – Dr. Glas
- 1970 – Oktoberdage
- 1974 – 19 röda rosor
- 1978 – Strandfyndet (TV-serie)
- 1979–1982 – Matador (TV-serie)
- 1981 – Olsen-banden over alle bjerge
- 1987 – Babettes gästabud
- 1988 – Alla älskar Debbie (TV-serie)